# Heißprägegerät
Das Heißprägegerät, auch Hotstamp genannt, ist ein Gerät zum Bedrucken von Kabeln, Litzen und Schläuchen. Er besteht aus den Prägerädern (für jede Stelle braucht es ein Rad) und der Prägefolie.
Die Prägeräder sind mit den Zahlen 0 bis 9 und Buchstaben A bis Z versehen (Maximal 48 Zeichen). Es gibt Schriftgrößen von 1,2 mm bis 2,3 mm. Die Zahl der Prägerräder kann bis zu 24 Räder betragen. Die Räder sind drehbar auf einer Achse gelagert und man kann so die gewünschte Zeichenfolge einstellen. 
Die Räder werden erhitzt und mit Druck auf die Folie und das Kabel gepresst. Dies geschieht manuell oder vollautomatisch. 

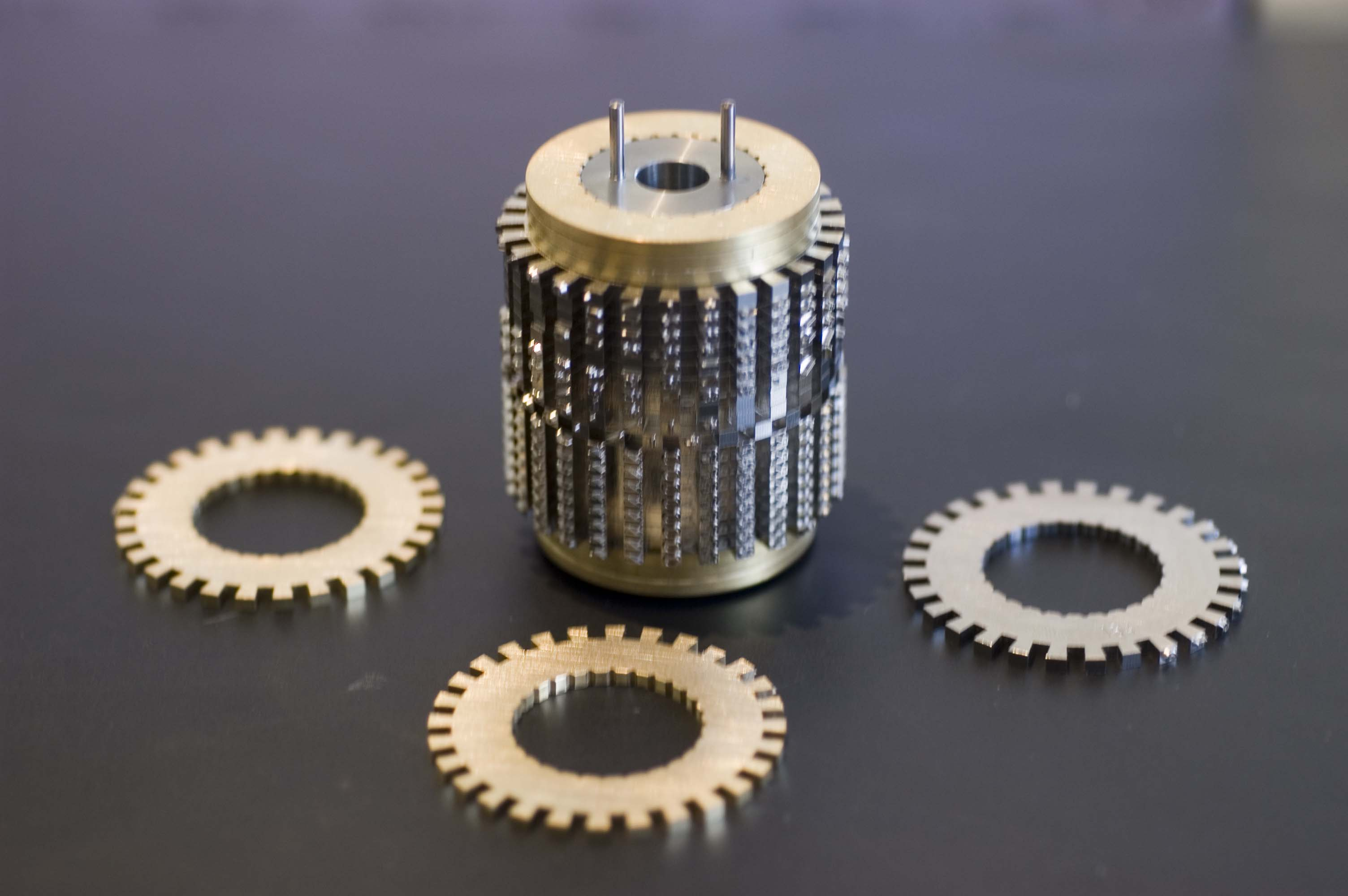
Prägerad

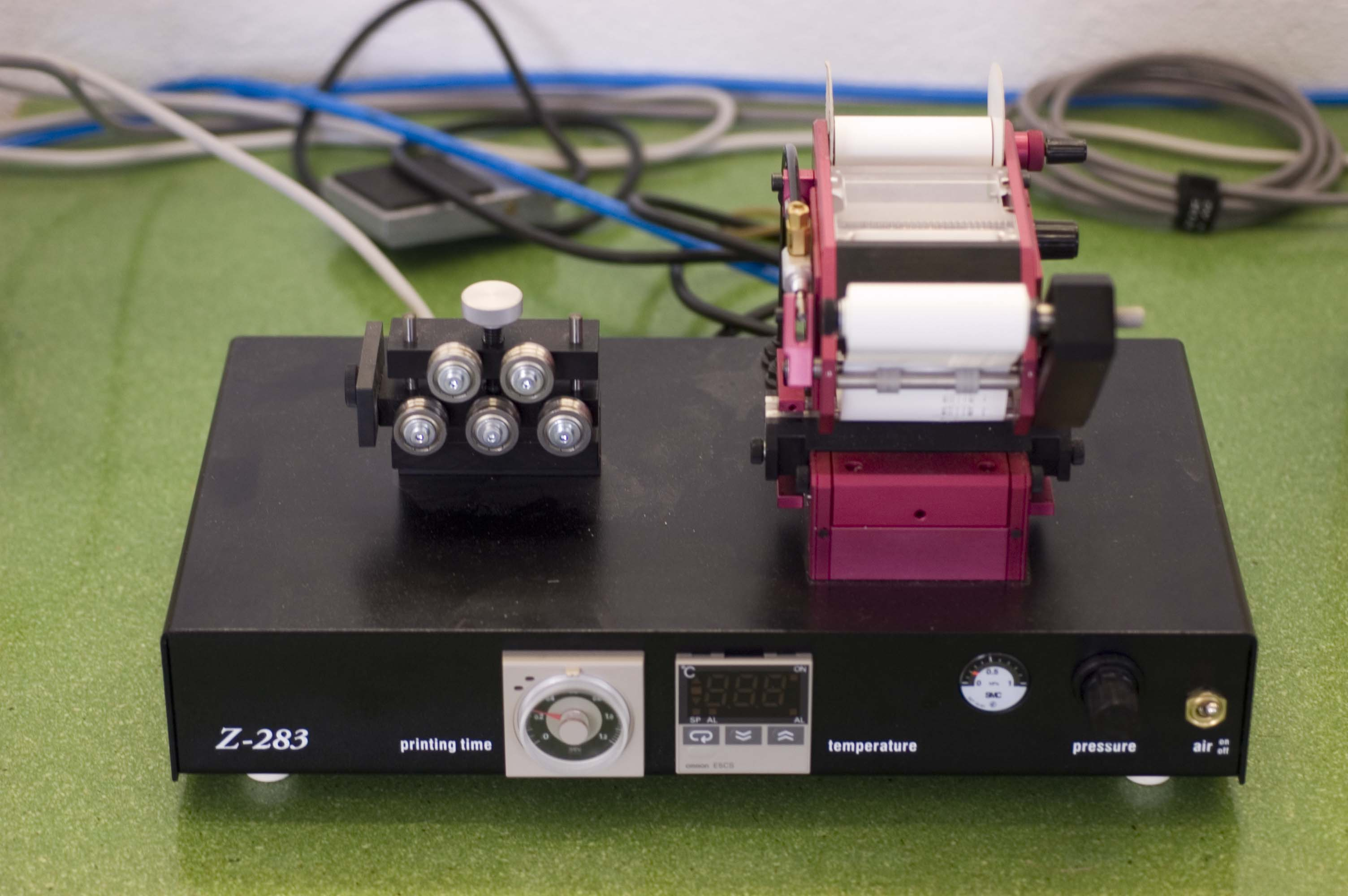
Heissprägegerät

## Vor- und Nachteile
Die Vorteile sind eine sehr gute Haftung des Druckes und das einfache Bedienen der Maschine. Dieses Verfahren eignet sich sehr gut für PTFE und Radox Kabel. Die Nachteile sind die sehr teure Anschaffung der Räder und die eingeschränkte Anzahl der Räder und Zeichen.